# 台鐵蒸汽機車

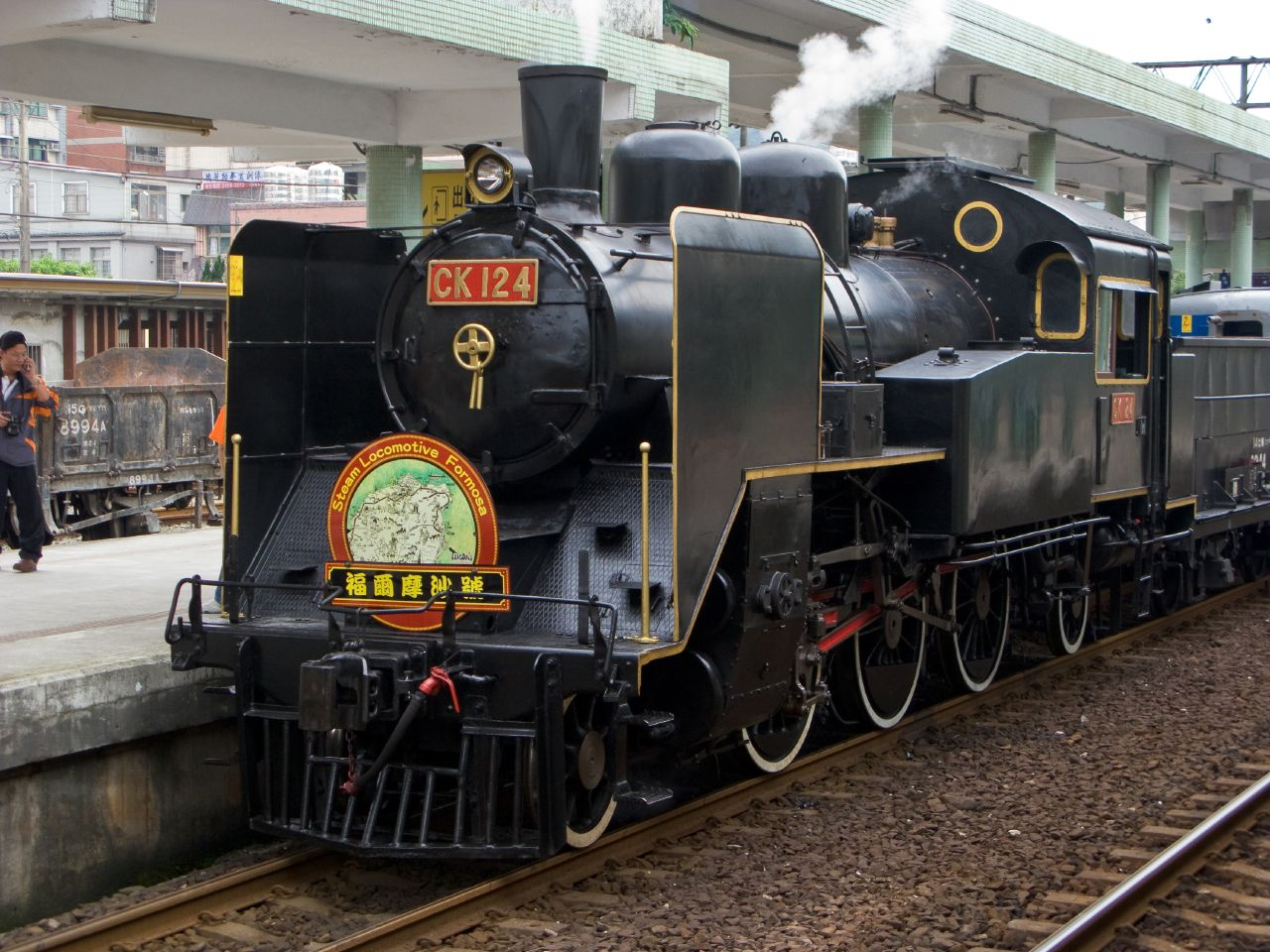
CK124型蒸氣機車，為台鐵動態保存的蒸氣機車頭之一。

台鐵蒸汽火車自1887年，1號型抵台開始進入台鐵路線服務，到1984年2月CT270型及DT650型功成身退為止，共有30多型的蒸汽機車出現。

## 清領時期
清光緒十五年至十七年之間（1889年－1891年），臺灣巡撫劉銘傳在臺北大稻埕（今臺北市立聯合醫院中興院區旁）、錫口（今臺北市松山區）及基隆之間建築鐵路。期間曾引進八部蒸氣機車，並以中文命名，富有意味。其中前二部（騰雲、御風）
為德國Hohenzollern Aktiengesellschaft für Lokomotivbau製，而後六部皆為英國Hawthorn Leslie & Co.製，共編為一至八號。分別為1號：騰雲、2號：御風、6號：掣電、7號：超塵、8號：攝景；3～5號無另取名。其中8號「攝景」蒸氣機車，於日治時期賣給了虎尾糖廠，並一直沿用到戰後初期，可謂「蒸機的活古董」。

## 日治時期

### 明治時期
由於清朝時期的「臺鐵」在甲午戰爭後期，以及馬關條約談判期間日軍仍持續攻打澎湖與臺灣，造成鐵路無法正常運作，讓機車無法維修而磨耗損壞，故在日本軍隊自基隆上岸抵達臺北城時，發現原有的八輛機車已不堪使用，後在日軍「臺灣區軍管司令部」的命令之下，委請鐵道院自日本本土引進機車替換。
第九號型機車原車是使用於東京—橫濱間的鐵路運輸，為英國製(Avonside Engine Co., Ltd.)原為京濱線7號機，抵臺後命令改稱為九號車（因應之前已引進的八輛機車）。
原引進2輛，其中5號機車於運送中海難而損失。

### 大正時期
陸續引進BK1型、BK10型、CK50型等。

## 編號改組
台鐵的蒸汽機車絕非「一成不變」，自1887年迄1984年為止，共有四次的編號改組。

## 動態保存
台鐵自1997年起陸續修復了5部蒸汽機車（1067mm軌距4部，762mm軌距1部）如下：
1067mm軌距：
- CK101（台鐵CK100型），1998年復駛，目前停駛，停放於富岡機廠內。
- CK124（台鐵CK120型），別稱蒸機王子，2001年復駛。
- DT668（台鐵DT650型），別稱國王號，2011年復駛。
- CT273（台鐵CT270型），別稱女王號，2014年復駛。

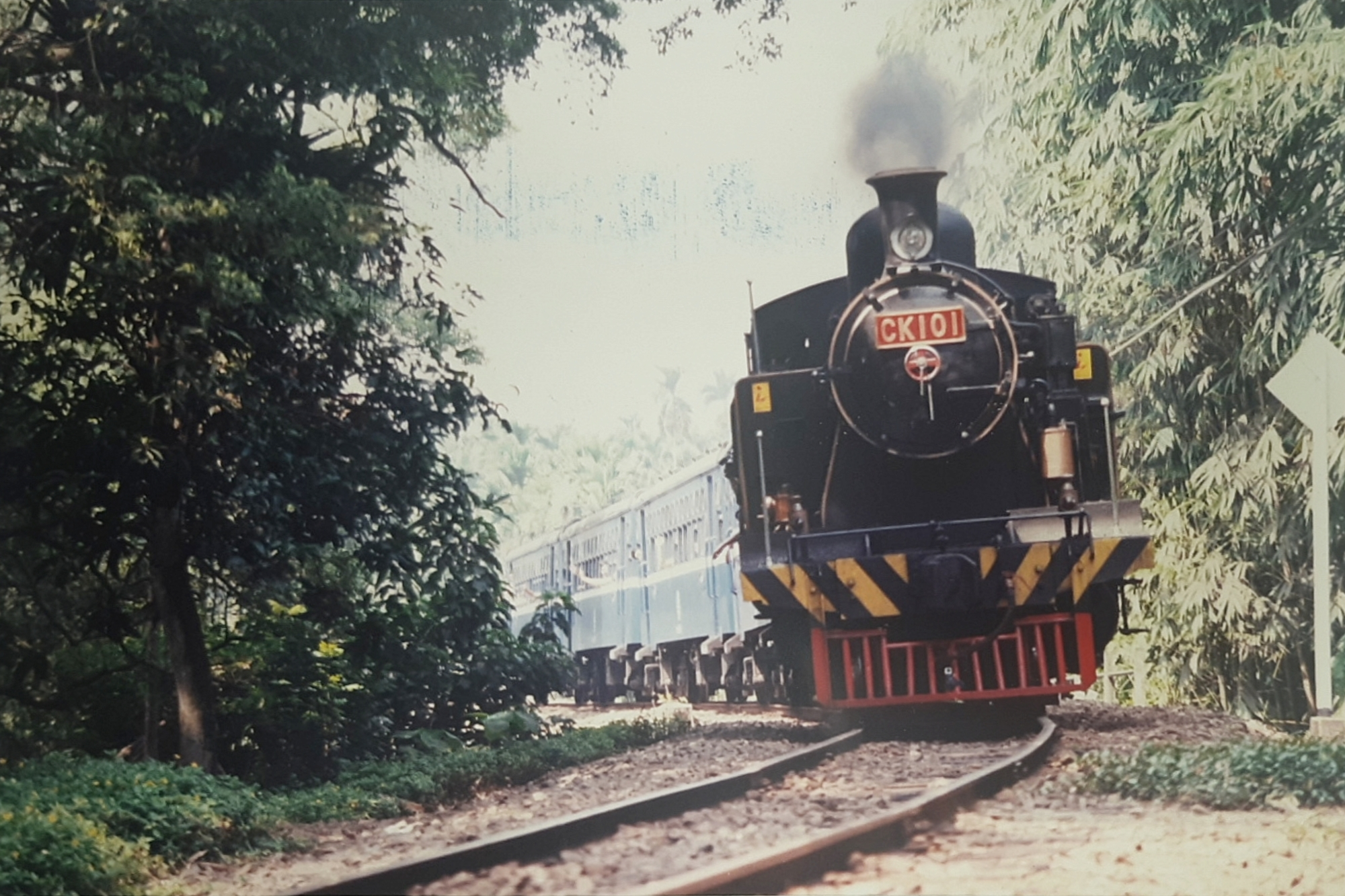
CK101號
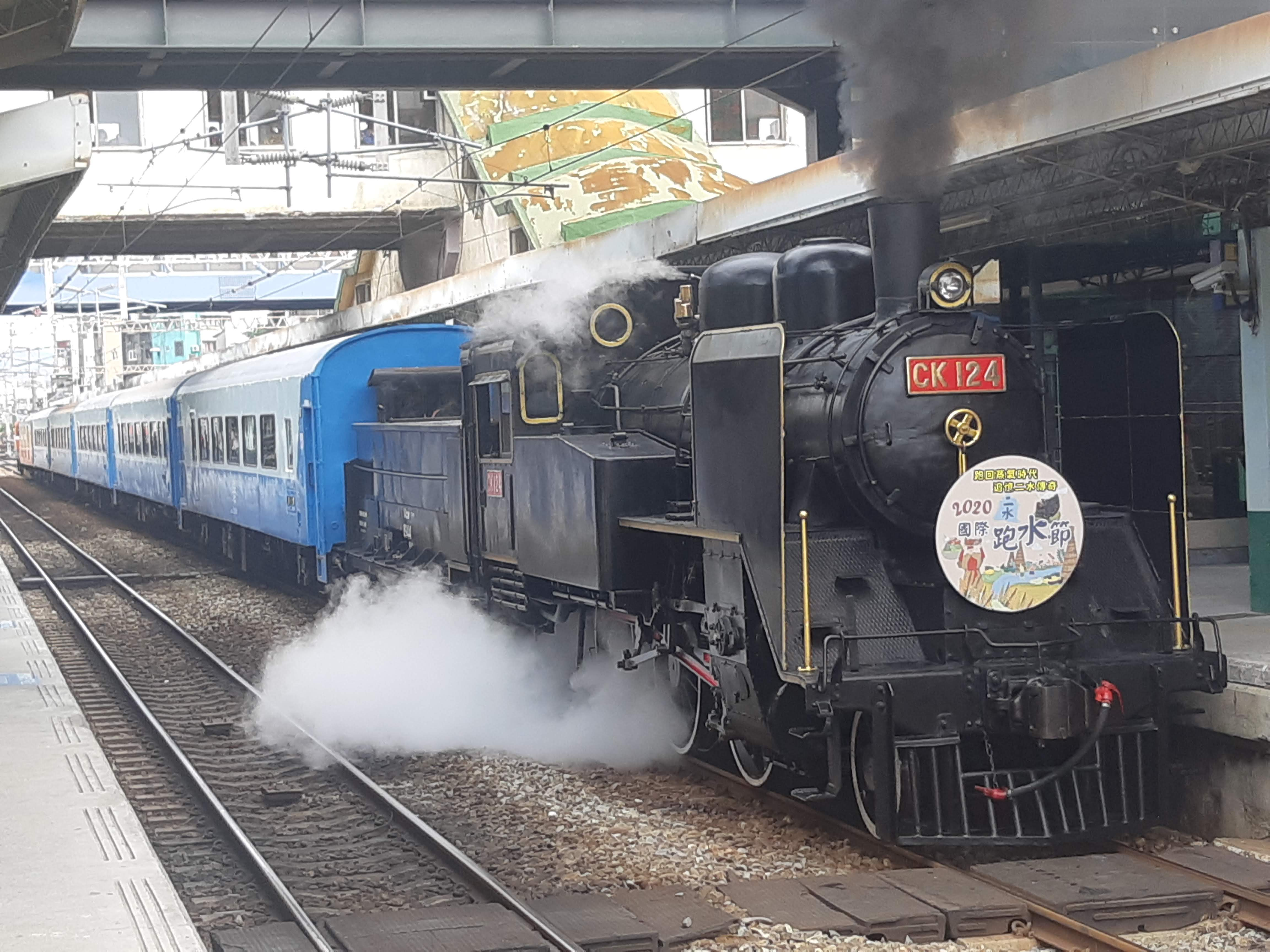
CK124號
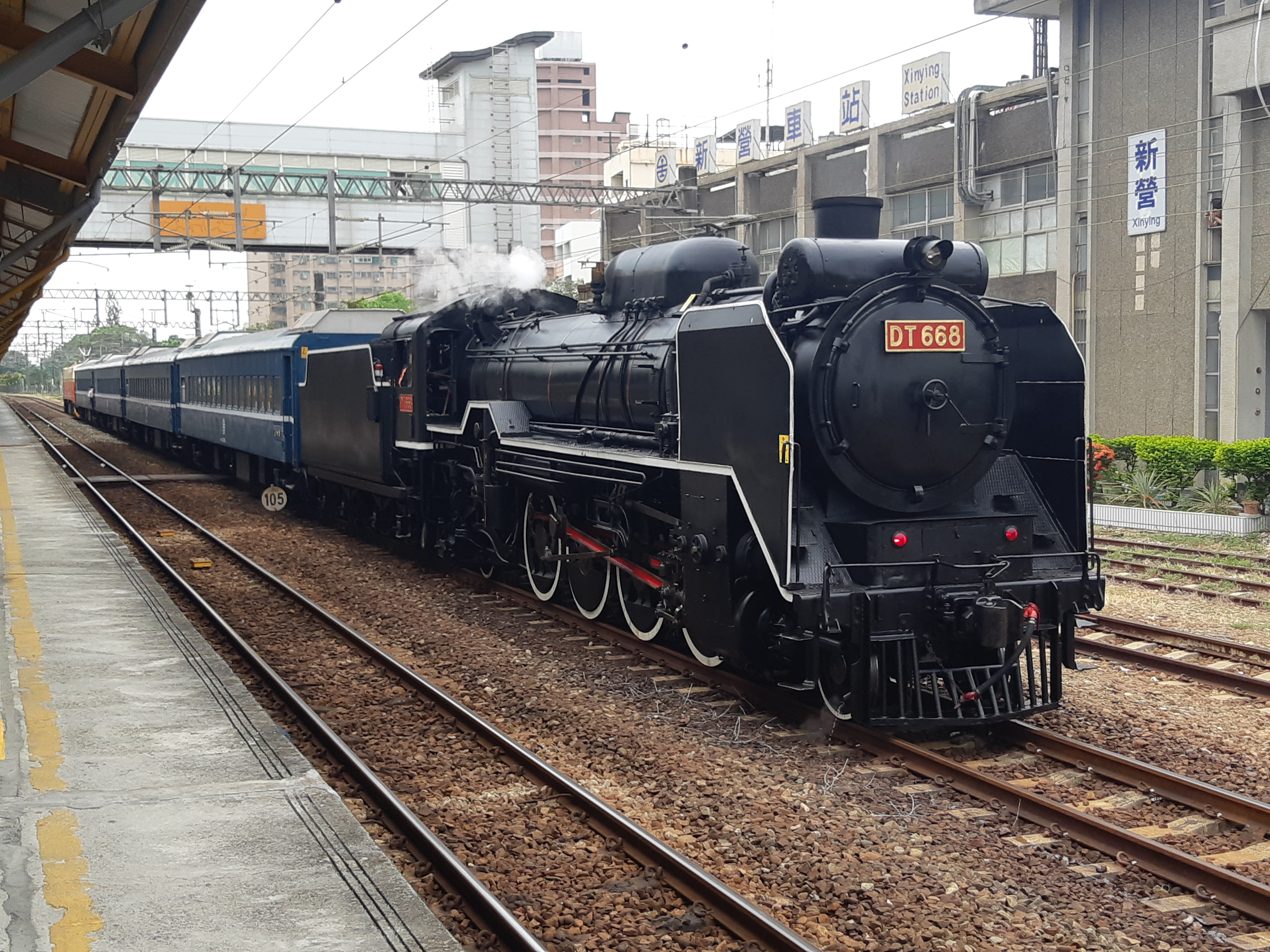
DT668號
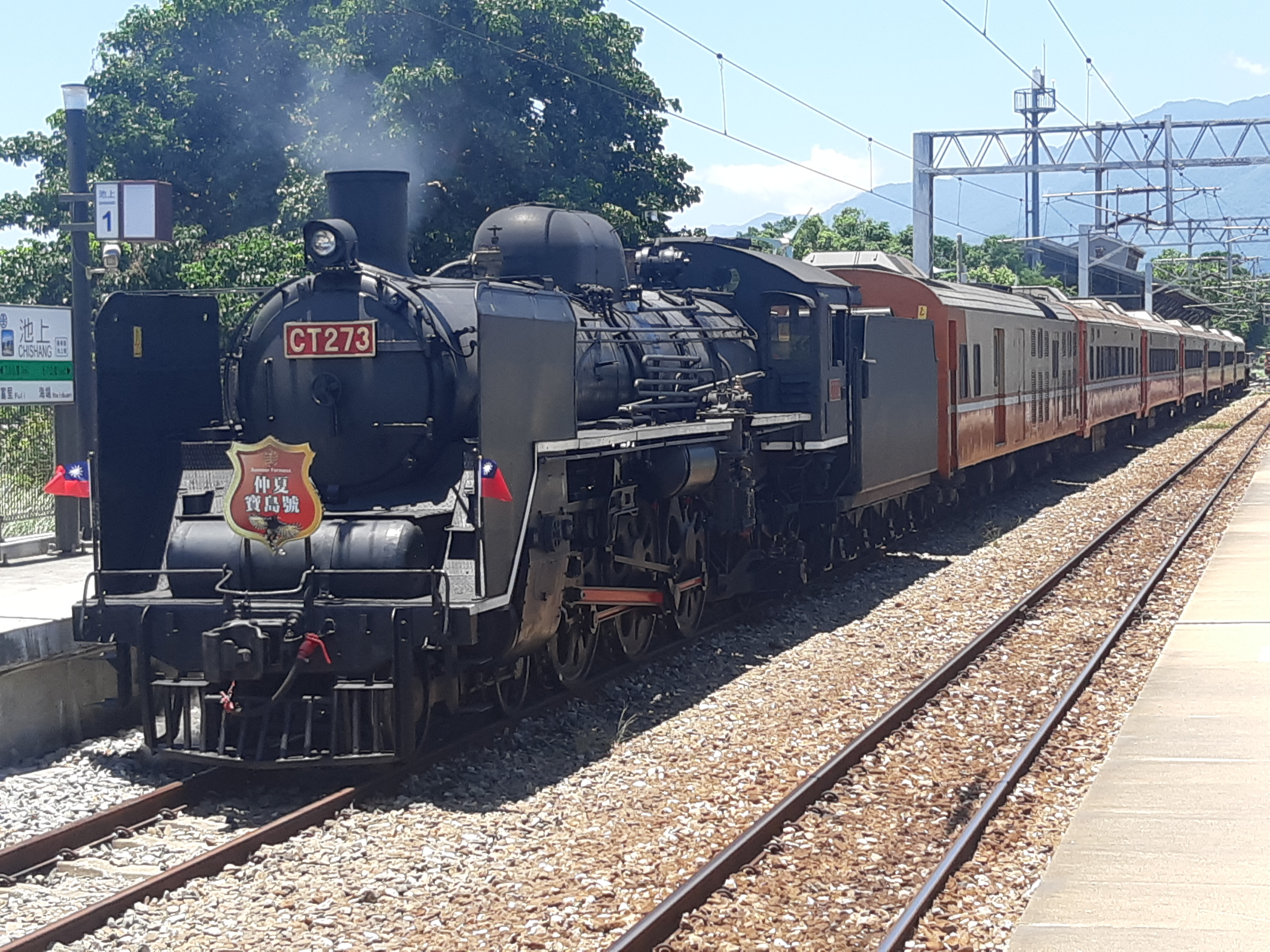
CT273號

762mm軌距：
- LDK59（台鐵LDK50型），2011年復駛，目前停放於花蓮機廠內。

## 小檔案（以1945年至1999年為準）

### 之最
- 噸位最重：DT650型（124.46噸）
- 時速最快：CT270型（100公里/小時）
- 牽引力第一：DT650型（17000公斤）
- 最早報廢：BK1型（1955年）
- 最晚報廢：CT270型、DT650型（1984年2月28日）
- 最早復駛：CK100型（CK101）
- 輛數最多（客運）：CT150型（43輛）
- 輛數最多（貨運）：DT580型（39輛）
- 動軸最多：EK900型（5動軸）

### 有兄弟關係者
- CT150型/CT230型（8620型/C50型（日语：国鉄C50形蒸気機関車））
- CT250型/CT270型（C55型（日语：国鉄C55形蒸気機関車）/C57型（日语：国鉄C57形蒸気機関車））
- DT560型/DT580型（9600型）

### 特殊稱號
- 大正雙雄：CT150型、DT580型
- 貴婦人、蒸氣機車女王：CT250型、CT270型
- 蒸氣機車國王：DT650型